# Daviess megye (Missouri)
Daviess megye az Amerikai Egyesült Államokban, azon belül Missouri államban található. Megyeszékhelye és legnagyobb városa Gallatin. Lakosainak száma 8430 fő (2020. április 1.). Daviess megye Harrison, Caldwell, DeKalb, Gentry, Grundy és Livingston megyékkel határos.

## Népesség
A megye népességének változása:
| Lakosok száma | 8455 | 8333 | 8270 | 8294 | 8253 | 8430 |
|               | 2010 | 2011 | 2012 | 2013 | 2015 | 2020 |